# 태음태양력
태음태양력(太陰太陽曆, 영어: lunisolar calendar)은 달과 태양의 움직임을 모두 고려하여 만든 역법으로 날짜의 계산은 달의 차고 기욺을 기준으로 하고, 계절의 변화는 태양의 움직임을 기준으로 한다. 한국에서 음력이라고 하면 통상 1653년에 시행된 시헌력을 바탕으로 하는데, 이 시헌력은 청나라의 예수회 신부 아담샬이 서양역법을 적용하여 만든 달력체계로, 태양의 움직임이 배제된 순수 태음력이 아닌 태음태양력을 가리킨다. 태음태양력에는 중국, 한국, 일본, 베트남 등지에서 사용되었으며 그밖의 나라에는 다양한 태음태양력이 있었다. 
태음력은 달이 차고 기우는 변화의 규칙성을 관찰하여 이를 기준으로 만든 역법으로, 계절의 변화를 주관하는 태양의 변화를 고려하지 않았다. 따라서 계절의 변화를 뚜렷하게 알수 없는 단점을 보완하기 위하여 24절기라는 태양력법의 개념을 도입하여 태음태양력을 만들었다. 24절기를 통하여 계절의 변화에 대한 예측이란 기독교 문명을 가진 서양에서 부활절 등 교회의 년중행사 진행에 중요한 기준이 되며, 농경중심사회였던 한국과 중국 등에서는 계절의 변화에 맞게 파종과 수확을 하기 위해서 매우 중요하였다.
태음태양력은 달의 삭망월 주기를 기준으로 한 달을 삼는다. 보름에서 보름까지인 달의 삭망월 주기는 29.5306일이기 때문에 큰 달은 30일, 작은 달은 29일로 정하였다. 이렇게하여 12개월을 1년으로 하면 354 일이 되어 실제 지구의 공전주기인 365.242199 에 비해 약 11일이 부족하다. 이 때문에 태음태양력은 윤달을 만들어 계절과 달력을 맞춘다. 윤달은 19년에 7번 돌아온다.
태음태양력은 고대부터 중국, 한국, 일본, 베트남 등 동아시아에서 사용되어 왔다. 이들 나라는 근래에 흔히 양력이라고 부르는 그레고리력을 공식 역법으로 채택하고 있으나, 설날을 비롯한 전통 명절은 태음태양력에 맞추어 쇠고 있다. 한편, 일본은 메이지 유신 이후 명절을 대부분 양력으로 쇤다.
시간과 날, 달, 해는 간지를 붙여 구분한다. 간지는 갑, 을, 병, 정, 무, 기, 경, 신, 임, 계의 10간과 자, 축, 인, 묘, 진, 사, 오, 미, 신, 유, 술, 해의 12지로 이루어져 60 주기마다 다시 같은 간지를 맞게 된다. 간지(干支)는 정확한 연원을 알 수 없을 정도로 오래전부터 사용되어 왔으며 일반적으로 한나라 시기에 완성되었다고 보고 있다. 이렇게 네 가지의 간지로 구분되는 시각을 사주(四柱)라고 한다.

## 간지순환법

### 세차(歲次)
태음태양력의 시간 단위인 시(時), 일(日), 월(月), 연(年)에는 간지를 붙여 표기한다. 시에 붙이는 간지를 시진(時辰), 일에 붙이는 간지를 일진(日辰)이라 하고, 월에 붙이는 것은 월건(月建), 년에 붙이는 것은 세차(歲次) 또는 태세(太歲)라고 한다. 예를 들어 2022년 음력 6월 24일 오전 8시는 임인(壬寅)년, 정미(丁未)월, 병자(丙子)일 임진(壬辰)시 라고 하는데, 이렇게 나타내는 시각을 사주(四柱)라고 한다. 그레고리력(양력)에서는 연대를 나타내는 방법으로 서기(西紀, AD)를 쓰는데 한국 등에서 사용하는 태음력체계에서는 ‘병자년, 정축년’과 같이 간지로 표기한다. 이를 간지기년법(干支紀年法)이라 하며 이를 사용하기 시작한 시기는 동한 건무 30년(AD 54) 부터이다.
무령왕릉 표지석에는 백제 무령왕의 사망일을 “계묘년 5월 병술 삭 7일 임진”이라고 표기하고 있는데, 차례대로 세차는 계묘, 월건은 병술, 일진은 임진이며 이 날이 5월 초이레라는 뜻이다. 또한 세차의 간지를 활용하여 1911년에 있었던 혁명을 신해혁명(辛亥革命)으로, 1592년에 발생한 조선과 일본간의 전쟁을 임진왜란(壬辰倭亂)으로 명명하고 기록하기도 한다. 그레고리력 2015년 2월 19일부터 2016년 2월 7일까지는 을미년(乙未年)이다. 같은 간지가 돌아오는데 걸리는 기간은 60년으로 이를 회갑이라 한다.

### 월건과 일진
월건(月建)의 경우는 지지를 고정해놓고 천간(天干)만 순환하는 방식을 사용했는데 이를 간지기월법(干支記月法)이라 한다. 즉, 정월의 지지는 인(寅)으로 고정되어 있고 2월의 지지는 묘(卯)가 되며, 3월은 진(辰)이 되는 식이다. 월의 지지(地支)는 정월을 인(寅)으로 하여 순차적으로 12지지(地支)를 배속하여 마지막 12월은 축(丑)이 되는 방식이다. 천간은 순환하기 때문에 5년에 한번씩 되풀이된다. 예를 들어 2022년 음력 1월은 임인(壬寅)월이 되지만 2023년 음력 1월은 갑인(甲寅)월이 된다. 간지(干支)로 일을 기록한 것은 노음공 3년(BC 722) 2월부터 시작되었다. 이 간지기일법(干支記日法)은 약 2,700여년의 역사를 갖고 있으며 그동안 한 번도 중단되지 않았기 때문에 이는 세계에서 가장 긴 체계적 기일법이다.

### 생활속의 영향
시각을 나타낼 때 사주(四柱)체계를 사용하는 것은 언어생활에도 영향을 주어 한국어에는 “일진(日辰)이 사납다”라는 표현이나, 축문의 시작을 “유세차(維歲次)..…”로 하는 것과 같은 관습이 남아있다. 또한 간지는 10간과 12지를 합쳐 두글자로 나타내므로 사주는 여덟자로 나타내게 된다. 이를 사주팔자(四柱八字)라고 하며 간단히 팔자라고도 한다. 태양태음력을 사용하는 문화권에서는 태어난 시각이 그 사람의 운세에 영향을 준다는 믿음이 있어 사람의 타고난 운수나 분수를 팔자라고 부른다. 한국어에는 “팔자가 세다”라거나 “팔자를 고쳤다”는 표현이 있다.

## 시간과 하루

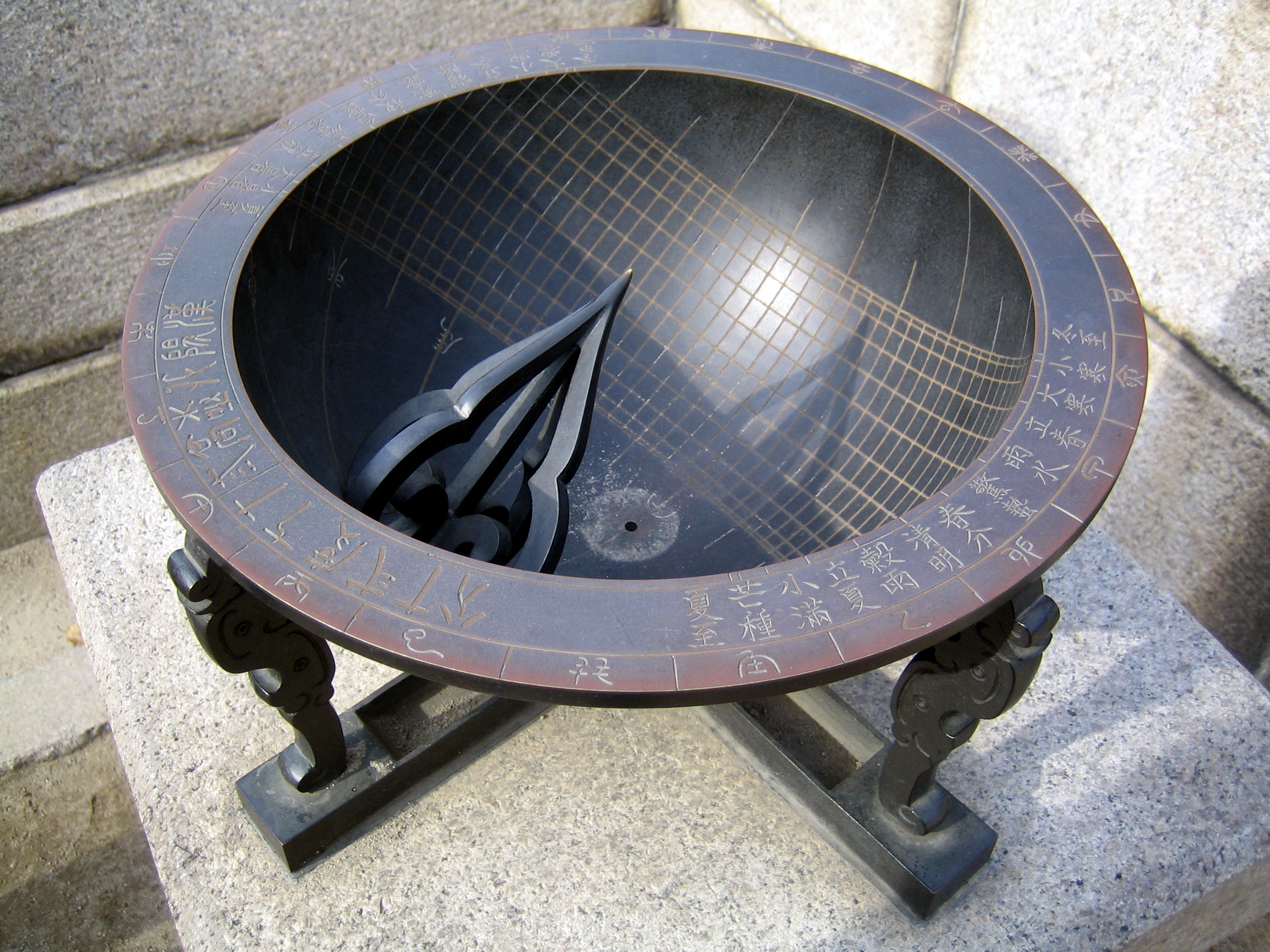
조선시대의 해시계 앙부일구

태음태양력은 하루를 열둘로 나누어 12지에 대응하였다. 오늘날의 24시간 체계와 대비하면 자정은 그 첫 번째인 자시가 되고 정오는 6번째인 오시가 된다. 하루의 시간은 아래의 표와 같다.
| 12지   | 자 (子) | 축 (丑) | 인 (寅) | 묘 (卯) | 진 (辰) | 사 (巳) | 오 (午) | 미 (未) | 신 (申) | 유 (酉) | 술 (戌) | 해 (亥) |
| 24시간 | 23 ~ 1  | 1 ~ 3   | 3 ~ 5   | 5 ~ 7   | 7 ~ 9   | 9 ~ 11  | 11 ~ 13 | 13 ~ 15 | 15 ~ 17 | 17 ~ 19 | 19 ~ 21 | 21 ~ 23 |

시간을 측정하는 장치로는 앙부일구와 같은 해시계나 자격루와 같은 물시계가 사용되었다. 해시계는 태양이 남중할 때를 정오로 측정하는 진태양시를 사용한다. 따라서 오늘날의 표준시간인 평균태양시와는 계절에 따라 차이를 보이게 된다. 평균태양시를 사용하여 매일 같은 시각에 같은 장소에서 태양을 관측하면 태양의 위치가 일년을 주기로 8자 모양을 그리게 되는 것을 볼 수 있다. 이를 아날렘마라고 한다. 평균태양시와 진태양시의 차이를 균시차라고 하는데, 균시차가 나타나는 이유는 지구의 자전축이 황도에 비해 약 23.5˚ 정도 기울어져 있어 계절에 따라 남중 시각이 달라지기 때문이다. 또한, 지구의 공전궤도는 타원이기 때문에 아날렘마가 보이는 8자 모양의 고리도 양쪽의 모양이 같지 않고 한 쪽이 길게 된다.
근대 이전에는 본초자오선의 개념이 없었기 때문에 이렇게 측정된 시각은 측정 지역의 지방시일 뿐이어서 진태양시와 평균태양시 어느 것도 오늘날의 협정 세계시와는 일치하지 않는다. 협정 세계시는 약속된 자오선을 기준으로 시각을 정하는데 대한민국의 경우 동경 135˚를 기준으로 하고 있다. 근대 이전의 사회는 동시성을 요구하는 일이 거의 없었기 때문에 지방마다 한 두 시각의 차이가 나는 것은 그리 문제가 되지 않았다.
해시계의 가장 큰 단점은 그림자를 관측할 수 없는 흐린 날이나 일몰 이후의 시간을 측정할 수 없다는 것이다. 이러한 해시계의 단점 때문에 시간을 재는 보조 기구로서 모래시계나 물시계가 쓰였다. 동아시아에서는 주로 일정한 양의 물을 계속하여 흘려 보내는 유압식 물시계가 쓰였는데, 고대 중국에서 시작된 이러한 형식의 물시계는 7세기에 이미 백제와 일본에서 사용된 기록이 있다. 조선시대에 만들어진 자격루 역시 유압식 물시계였을 것으로 추정되며 세종 16년에 처음 세워졌다.

## 월령

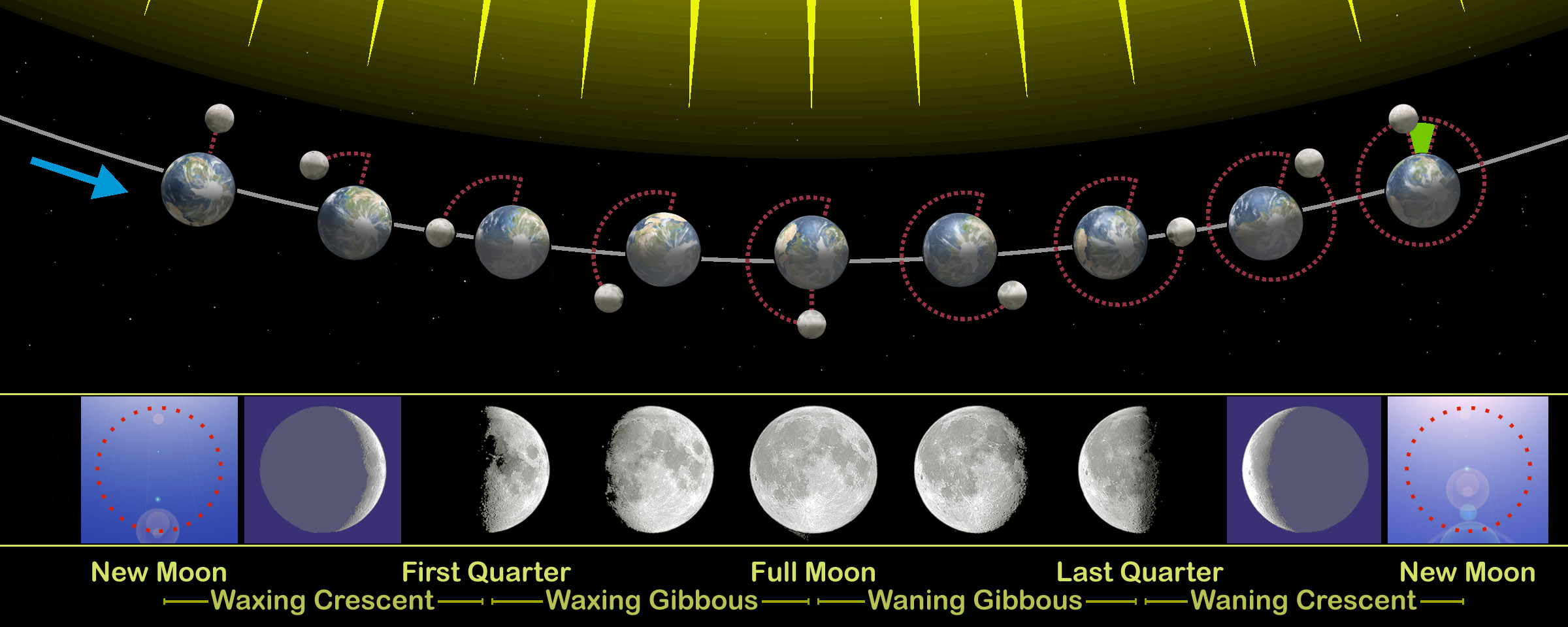
삭망월 주기

보름달에서 다시 보름달이 되는 삭망월 주기는 29.5306일이다. 이는 달의 실제 공전주기인 27.322 일보다 조금 더 긴데, 달이 지구 주위를 공전하는 동안 지구 역시 태양의 주위를 공전하고 있어서 달이 다시 보름이 되려면 조금 더 돌아야 하기 때문이다. 달의 위치는 황경을 기준으로 정하는 데 황경 0˚ 즉 태양과 달의 위치가 같을 때를 삭(朔) 즉 초하루로 하고 90˚일 때를 상현, 180˚일 때를 망(望) 즉 보름, 270˚일 때를 하현이라 한다. 달과 해의 황경이 같아지는 음력 초하룻날로부터 헤아리는 날짜를 월령이라고 한다.
태음태양력의 월령은 큰 달은 30일, 작은 달은 29일이다. 큰 달과 작은 달은 번갈아 반복되는데 이는 삭망월 주기를 29.5일로 산정한 것이다. 태양태음력은 은나라 때 이미 사용되기 시작하였으나 초기에는 삭망주기에 대한 관측 정확도가 부족하여 오차가 많았다. 비교적 정확한 삭망주기의 계산은 한나라 시기에 제작된 태초력에서 정립되었는데, {\displaystyle 29{\tfrac {43}{81}}}일로 계산하여 삭망주기를 29.530864일로 삼았다. 한 해에는 열두 달이 있다. 숫자로 나타낼 때에는 1월, 2월, ... 12월 과 같이 쓰지만, 1월은 정월, 11월은 동짓달, 12월은 섣달이라고 부르기도 한다.
달의 변화를 기준으로 한 역법을 가진 문화에서 보름과 그믐은 다른 날 보다 중요하게 여겨진다. 보름중에서도 1년의 첫 보름인 정월대보름과 추수철인 추석은 중요한 명절로 여겨져 왔다. 대보름은 상원(上元)이라고도 하는데 한국에서는 오곡밥을 지어 먹고 부럼을 먹으며 무병장수를 빈다. 한편, 중국에서는 이날을 원소절로 기리고 일본에서도 '고쇼우가츠(小正月)'라고 부르며 팥죽을 쑤어 먹는다. 팔월 보름인 추석 역시 중요한 명절로 한국에서는 추수감사절과 같은 의미를 지니며, 베트남에서는 이 날을 어린이날로 여긴다. 월령에 따른 명절에는 다음과 같은 것들이 있다.
| 이름       | 날짜      |
| 설날       | 1월 1일   |
| 정월대보름 | 1월 15일  |
| 영등날     | 2월 1일   |
| 삼짇날     | 3월 3일   |
| 초파일     | 4월 8일   |
| 단오       | 5월 5일   |
| 유두       | 6월 15일  |
| 칠석       | 7월 7일   |
| 백중       | 7월 15일  |
| 추석       | 8월 15일  |
| 중양절     | 9월 9일   |
| 시월보름   | 10월 15일 |
| 섣달 그믐  | 12월 그믐 |

## 절기

황도와 절기

태음태양력에서는 달의 운행과 병행하여 태양의 위치 역시 역법 계산의 중요한 요소가 된다. 절기는 태양의 위치에 따라 24개로 나누는데 일년의 첫 절기인 입춘을 기준으로 홀수 절기는 중, 짝수 절기는 절로 구분하기도 한다. 절기는 황경을 15˚ 간격으로 나누어 24개의 지점을 설정한 것이다. 황경은 태양의 연간 겉보기 운동 궤도인 황도를 세로로 횡단한 경도로 춘분을 0˚로 삼는다. 태양이 정확히 황경 0˚에 다다르는 날을 춘분입기일이라 하며, 다음 절기인 우수가 되기 전 까지의 기간 역시 춘분이라고 한다.
| 황경 | 절기 | 황경 | 절기 |
| ---- | ---- | ---- | ---- |
| 315° | 입춘 | 135° | 입추 |
| 330° | 우수 | 150° | 처서 |
| 345° | 경칩 | 165° | 백로 |
| 0°   | 춘분 | 180° | 추분 |
| 15°  | 청명 | 195° | 한로 |
| 30°  | 곡우 | 210° | 상강 |
| 45°  | 입하 | 225° | 입동 |
| 60°  | 소만 | 240° | 소설 |
| 75°  | 망종 | 255° | 대설 |
| 90°  | 하지 | 270° | 동지 |
| 105° | 소서 | 285° | 소한 |
| 120° | 대서 | 300° | 대한 |

황도를 기준으로 태양의 운행을 계산하면 24절기가 돌아오는 주기는 태양력의 것과 같이 365.242199 일이 된다. 한나라 시기에 제작된 태초력은 이 주기를 {\displaystyle 365{\tfrac {385}{1539}}}일로 계산하여 365.25016일로 보았다. 이 때문에 태양력에서는 언제나 비슷한 날짜에 절기가 돌아오지만, 태음태양력은 달의 삭망만을 따져 월령을 계산하므로 절기가 돌아오는 날짜는 일정하지 않게 된다.
절기를 산정하는 방법은 1 주기를 평균하여 15.218425일씩 더하여 계산하는 평기법이 오랫동안 쓰였다. 그러나, 지구의 공전궤도는 완벽한 원이 아니라 타원이기 때문에 근일점에서는 절기가 빠르게 변하고 원일점에서는 느리게 변하게 된다. 청나라 시기에 만들어진 시헌력은 이러한 차이를 감안하여 절기 사이의 길이를 조정하였다.
농사와 같이 계절의 변화와 연관이 깊은 일에는 날짜보다는 절기가 더 중요하였다. 절기를 기준으로한 세시 풍습에는 한식, 망종, 삼복과 같은 것이 있다.

## 윤달과 1년
태양태음력은 윤달을 사용하여 절기와 월령을 맞춘다. 천자문에 있는 윤여성세(閏餘成歲)라는 구절이 이를 뜻한다.
달의 삭망월 주기를 기준으로 한 큰 달 6개월과 작은달 6개월을 합한 1년의 길이는 354일로서 절기의 순환에 비해 11일 정도이 부족하다. 이러한 오차가 누적되면 3년이 못되어 1달 이상의 차이를 보이게 되므로 절기와 월령을 맞추려면 윤달을 넣어야 한다. 윤달을 넣는 규칙으로는 무중치윤법(無中置閏法)이 사용되는데 24 절기 가운데 중기가 들지 않는 달을 윤달로 삼는 것이다.  윤달은 보통 19년에 7번씩 들어간다. 이렇게 19년마다 태음태양력과 태양력이 일치되는 주기를 메톤 주기라고 한다. 절기가 태양력에서 비교적 같은 날짜에 돌아온다고 하더라도 태음태양력이 윤달을 사용하기 때문에 수식을 사용하여 두 날짜를 환산할 수 없다. 따라서 태음태양력의 날짜를 태양력으로 환산하는 것은 일대일로 대입하여 계산할 수 밖에 없다. 태음태양력의 1년은 평년의 경우 354일, 윤달이 있을 경우 383 ~ 384일이 된다. 일년의 길이가 일정치 않은 것은 태음태양력의 가장 큰 약점이다.
한국과 중국, 베트남은 같은 원리의 태음태양력을 사용하지만 자오선이 다르기 때문에 설날이 다른 날에 올 수 있다. 1914년부터 2099년 사이의 200년 동안 중국과 한국의 설날이 하루 차이가 나는 날은 15번이 된다.

## 미래
달과 지구 사이의 만유인력 때문에 발생하는 조석력은 지구의 자전 속도를 늦추는 힘으로 작용하며 달은 매년 3 cm 정도씩 지구에서 멀어지고 있다. 이는 매우 미미한 양이긴 하지만 달의 자전주기가 점차 길어진다는 것을 뜻한다. 따라서 삭망월 주기도 길어지게 되고 태양태음력 역시 수정되게 될 것이다. 이러한 현상이 수 만년 이상 계속되어 삭망월 주기가 30일이 되면 큰 달과 작은 달의 구분 없이 태음태양력의 평년은 360일이 되고 윤달은 6년에 한 번 꼴로 돌아오게 된다.

## 한국의 태음태양력
삼국시대 이후 한국에서 쓰인 역은 모두 태음태양력이다. 거의 대부분 중국에서 사용되는 역법을 채택하였다. 그러나 1896년부터 태양력 (太陽曆)의 한 종류인 그레고리력을 채택하여 현재까지 사용하고 있다. 이로인해 음력사용은 공적분야에서 단절되었으나 민간에서는 개인의 생일이나 단오절 등 여러 민간 행사에 여전히 음력을 사용하고 있다. 또한 정부에서도 설날, 추석, 석가탄신일 같은 전통 명절에 따른 법정공휴일 만큼은 음력을 기초로하여 지정하고 있다.

### 고구려
- 무인원력(戊寅元曆) - 624년(영류왕 7년)에 당나라의 역법을 채택하여, 625년부터 적용.
- 인덕력(麟德曆)

### 백제
- 원가력(元嘉曆) - 도입 시기는 미상이나 유송 문제 시기에 교류로 인한 역법 도입으로 추정.

### 신라
- 인덕력(麟德曆) - 674년(문무왕 14년)에 당나라의 역법을 채택하여, 675년부터 사용.
- 대연력(大衍曆)
- 선명력(宣明曆)

### 발해
- 선명력(宣明曆) - 도입 시기는 미상이나, 《일본삼대실록》(日本三代實錄)에서 발해가 일본에게 선명력을 전해졌다는 기록이 있음.

### 고려
- 선명력(宣明曆) - 신라 때 들여온 역법을 그대로 사용.
- 수시력(授時曆) - 1280년(충렬왕 6년)에 원나라의 역법을 채택하여, 1281년부터 적용. 명나라 때 대통력으로 명칭 변경.
  - 대통력(大統曆) - 1370년(공민왕 19년)에 명나라의 역법을 채택하여, 1371년부터 적용.
- 독자적인 역법 - 고려에서 칠정산 이전에 십정력(十精曆), 칠요력(七曜曆), 견행력(見行曆), 둔갑력(遁甲曆), 태일력(太一曆) 등 독자적인 역법을 만들려고 시도 하였으나, 실제로 적용 되었는지는 전하지 않는다.

### 조선
- 대통력(大統曆) - 고려 공민왕 때 들여온 역법을 그대로 사용.
- 칠정산(七政算) - 대통력을 1444년(세종 26년)에 개역하여 1445년부터 적용. 역사상 최초의 실제 적용된 독자적인 역법.
- 시헌력(時憲曆) - 1653년(효종 4년)에 청나라의 역법을 채택하여, 1654년부터 적용. 서양식 계산법을 사용한 역법. 실질적으로 칠정산과 혼합된 역법으로 적용.
- 그레고리력 - 갑오개혁 이후에 1895년(개국 504년)에 태양력(太陽曆) 중 하나인 그레고리력을 공식 역법으로 채택, 1896년부터 적용.

### 대한제국이후
- 시헌력(時憲曆) - 그레고리력 채택 이후에도 비공식적으로 혼용하여 사용.
- 명시력(明時曆) - 시헌력을 1897년(광무 원년)에 개역하여 1898년부터 비공식적으로 그레고리력과 혼용함. 현재 사용되는 음력의 역법.
- 그레고리력 - 현재 사용 중인 태양력이자 대한민국의 공식적인 역법.

## 베트남의 태음태양력
베트남의 역사서《대월사기전서》에서 기록된 최초의 역법은 원나라에서 사용한 역법인 수시력이다. 중국 지배에서 독립한 이후에도 오대 십국의 역법과 송나라의 역법을 도입해서 적용하였을 것이라고 추측되나, 수시력 도입 이전의 역법 관련 정확한 기록이 없다. 이후에 프랑스령 인도차이나로 보호령이 된 전후에 태양력인 그레고리력을 병용해서 사용하였으며, 베트남이 프랑스에 완전히 독립한 이후인 1954년에 그레고리력을 공식 채택하기 전에는 태음태양력을 공식적으로 사용하였다.
- 수시력(授時曆) - 1324년(카이타이 원년)에 쩐 왕조에서 원나라의 역법을 도입한 후, 1325년부터 적용됨.
  - 협기력(協紀曆) - 1339년(카이흐우 11년)에 수시력의 명칭을 협기력으로 개명.
- 순천력(順天曆) - 1401년(티에우타인 원년)에 호 왕조에서 협기력을 폐하고, 순천력으로 개역함. 순천력이 협기력에 이름만 변경하고 협기력의 산법을 그대로 사용한 것으로 추측함.
- 대통력(大統曆) - 정확한 도입 시기는 미상이나, 제4차 중국의 베트남 지배 중에 들여온 것으로 추측함. 이후 후 레 왕조에서 부터 응우옌 왕조 초기까지 그대로 사용한 것으로 보인다.
- 시헌력(時憲曆)

## 기타 태음태양력
- 바빌로니아 달력
- 유대력
- 그리스력
- 인도력

## 같이 보기
- 역법
- 태양력
- 태음력
- 절기
- 윤달
- 기년법